# Adiós a España
Adiós a España es una canción escrita en 1954 para el cantante español Antonio Molina.
Musica: Daniel Montorio

## Descripción
Incluida en la banda sonora de la película El pescador de coplas, protagonizada por Molina, la canción describe la amargura del narrador ante la necesidad de tener que abandonar su patria, España, a la que se refiere con ternura y afecto. El contexto histórico del tema se sitúa en un tiempo, la España de mediados de la década de 1950, en la que miles de españoles debieron emigrar al extranjero, fundamentalmente, Europa del Norte, por razones económicas.
El tema se posicionó en el puesto número uno en las listas de éxitos discográficos de España en 1954.

## Versiones
El tema fue versionado por India Martínez en 2009 y posteriormente por los artistas Diana Navarro y David Bustamante imitando a Antonio Molina ambos en el talent show Tu cara me suena, respectivamente en 2018 y en 2024.